# Municipio de Jackson (condado de McPherson)
El municipio de Jackson (en inglés: Jackson Township) es un municipio ubicado en el condado de McPherson en el estado estadounidense de Kansas. En el año 2010 tenía una población de 180 habitantes y una densidad poblacional de 1,93 personas por km².

## Geografía
El municipio de Jackson se encuentra ubicado en las coordenadas 38°23′50″N 97°45′27″O / 38.39722, -97.75750. Según la Oficina del Censo de los Estados Unidos, el municipio tiene una superficie total de 93.42 km², de la cual 92,95 km² corresponden a tierra firme y (0,5 %) 0,47 km² es agua.

## Demografía
Según el censo de 2010, había 180 personas residiendo en el municipio de Jackson. La densidad de población era de 1,93 hab./km². De los 180 habitantes, el municipio de Jackson estaba compuesto por el 98,33 % blancos, el 0,56 % eran amerindios y el 1,11 % eran de una mezcla de razas. Del total de la población el 3,89 % eran hispanos o latinos de cualquier raza.